# Catephia
Catephia is een geslacht van nachtvlinders uit de familie spinneruilen (Erebidae).

## Soorten
- C. abrostolica Hampson, 1926
- C. albirena Hampson, 1926
- C. albomacula Draeseke, 1928
- C. alchymista

Wit weeskind (Denis & Schiffermüller, 1775)
- C. arctipennis Hulstaert, 1924
- C. barrettae Hampson, 1905
- C. berrettae Hampson, 1905
- C. cana Brandt, 1939
- C. canescens Hampson, 1926
- C. compsotrephes Turner, 1932
- C. corticea Le Cerf, 1922
- C. cryptodisca Hampson, 1926
- C. dentifera Moore, 1882
- C. diphteroides Moore, 1885
- C. diplogramma Hampson, 1905
- C. dipterygia Hampson, 1926
- C. discophora Hampson, 1926
- C. dulcistriga Walker, 1858
- C. endoplaga Hampson, 1926
- C. eurymelas Hampson, 1916
- C. flavescens Butler, 1889
- C. gravipes Walker, 1858
- C. holophaea Hampson, 1926
- C. iridocosma (Bethune-Baker, 1911)
- C. javensis Hampson, 1926
- C. linteola Guenée, 1852
- C. lobata Prout, 1928
- C. longinquua Swinhoe, 1890
- C. melanica Hampson, 1926
- C. melas Bethune-Baker, 1906
- C. mesonephele Hampson, 1916
- C. metaleuca Hampson, 1926
- C. microcelis Hampson, 1926
- C. molybdocrosis Hampson, 1926
- C. mosara Swinhoe, 1889
- C. nigrijuncta Warren, 1914
- C. nigropicta (Saalmüller, 1880)
- C. obscura Wileman, 1914
- C. oligomelas (Mabille, 1890)
- C. pallididisca Hampson, 1926
- C. pauli Holloway, 1976
- C. perdicipennis Moore, 1882
- C. pericyma Hampson, 1916
- C. personata Walker, 1865

- C. philippinensis Wileman & West, 1929
- C. poliochroa Hampson, 1916
- C. pyramidalis Hampson, 1916
- C. sciachroa Hampson, 1926
- C. sciras Fawcett, 1916
- C. scotaea Hampson, 1926
- C. scotosa (Holland, 1894)
- C. scylla Fawcett, 1916
- C. serapis Fawcett, 1916
- C. sericea Butler, 1882
- C. shisa Strand, 1920
- C. sospita Fawcett, 1916
- C. squamosa Wallengren, 1856
- C. sthenistica Hampson, 1926
- C. striata Hampson, 1902
- C. stygia Hampson, 1926
- C. susanae Holloway, 1976
- C. triphaenoides Viette, 1965
- C. trispilosa Saalmüller, 1880
- C. virescens Hampson, 1902
- C. xanthophaes (Bethune-Baker, 1911)
- C. xylosis Prout, 1925